# San Pedro de la Roca
Utvrda San Pedro de la Roca (španjolski: Castillo de San Pedro de la Roca, tj. „Utvrda sv. Petra od stijene”), poznata i kao Castillo del Morro („Utvrda na rtu”) je utvrda iz 17. stoljeća na obali grada Santiago de Cuba, samo 6 km jugozapadno od njegova središta i iznad zaljeva. God. 1997. godine utvrda San Pedro de la Roca je upisana na UNESCO-ov popis mjesta svjetske baštine u Sjevernoj Americi kao „naočuvaniji i najpotpuniji primjer španjolske kolonijalne vojne arhitekture, temeljen na principima talijanske renesanse”.

## Povijest
Razvojem pomorske trgovine u Karibima, i politikom Filipa II. da utvrđuje španjolske kolonije nakon što je izgubio prevlast na moru 1588. godine, ravelin i baterija su podignuti od 1590. do 1610. godine na jugozapadnoj plaži rta (šp. el marra), kako bi štitili ulaz u zaljev grada Santiago de Cuba. Tijekom pojačanih sukoba Španjolske i Engleske u 17. stoljeću, guverner grada, Pedro de la Roca de Borja, je uz ravelin započeo gradnju kamene utvrde nakon posjeta slavnog vojnog inženjera, Juana Bautiste Antonellija 1638. god. Ovu utvrdu su uništili Englezi 1662. godine, te je od 1663. – 69. značajno obnovljena i proširena. Posao je tako bio uspješan da se utvrda bez problema oduprla napadima Francuza 1678., te zloglasnog udruženja pirata "Obalno bratstvo" pod vodstvom Franquesma 1680. godine.
Utvrda je nekoliko puta oštećena u potresima 1675., 1678. i 1679., ali ga je obnovio i djelomice osigurao od potresa arhitekt Francisco Pérez od 1693. – 95.
Nakon godina mira Englezi su ponovno pokušali osvojiti Santiago 1741. godine. No, ovaj put engleski admiral Edward Vernon nije uzaludno jurišao na utvrdu, nego se iskrcao kod Guantanama gdje je podnio teške gubitke. Napad admirala Knowlesa na utvrdu 1747. godine je također bio odbijen.
Utvrda je stradala u potresima 1757., i osobito 1766. godine, ali je opet obnovljena uporabom novih tehnoloških dostignuća, te su dodani sjeverni i južni bastion. God. 1775., njezina dva dijela, poznata kao "stijena" (la Roca) i "zvijezda" (la Estrella), su pretvoreni u zatvor za političke zatvorenike, dok je ostatak utvrde nastavio služiti kao vojarna.
Nakon burne povijesti tijekom 19. stoljeća i neuspješnih pobuna za osamostaljenjem od Španjolske, kompleks je ponovno služio kao utvrda kada ju je 1898. godine, tijekom Španjolsko-američkog rata, napala američka vojska. Nakon toga je zbog nemara počela propadati dok je nije obnovio Francisco Prat Puig 1960-ih.

## Odlike
Kompleks utvrde se sastoji od bastiona La Estrella i Santa Catalina, koje su podignute uz tjesnac koji vodi do grada Santiago de Cuba, te bastiona Aguadores na južnoj obali, koja štiti zaljev Santiago. Njezini oblici su klasični za španjolsko-američku školu vojne arhitekture talijanskog podrijetla i renesansnih odlika. Sagrađena je na rtu strmih litica, visine do 20 m, na terenu koji je takvog oblika da je pretvoren u niz terasa povezanih nizom stubišta.
Najstariji dio je ravelin La Lengua del Agua („linija vode”) iz 1590. godine koji na najnižem dijelu, odmah iznad linije mora, ima utvrđenu platformu s puškarnicama, barutanu, zapovjedaonicu i stražarnicu. Iznad je platforma Santísimo Sacramento („sveti sakrament”) s ostacima puškarnica, barutanom i prostorijama garnizona. Najviša platforma je Santísima Trinidad („Sveto Trojstvo”), izgrađena 1660-ih. Od nje prema sjeveru se nalazi utvrda La Avanzada koja je manjim utvrdama na sjevernoj strani spojena s rtom na kojemu je utvrda La Estrella i dvije manje utvrde iz 1660-ih. Kasnije su dodani toranj Semaphore, kapela Santo Cristo i svjetionik iz 1840., te dvije baterije od betonskih ploča, Scopa Alta i Vigia, iz 1898. godine.

## Poveznice
- Utvrde na karipskoj obali Paname: Portobelo i San Lorenzo
- Brimstone Hill
- Kolonijalne utvrde i dvorci u Gani

## Vanjske poveznice
- Rachel Carley. 2000. Cuba: 400 Years of Architectural Heritage. Watson-Guptill. str. 224. ISBN 0823011283
- René Chartrand. 2006. The Spanish Main 1493-1800. Osprey. str. 64. ISBN 1846030056
- Monumentos Nacionales: Castillo de San Pedro de la Roca del Morro (španjolski). Consejo Nacional de Patrimonio Cultural. Pristupljeno 1. ožujka 2007.
- Galerija fotografija  Arhivirana inačica izvorne stranice od 16. travnja 2012. (Wayback Machine) na službenim stranicama UNESCO-a